# Oenothera organensis
Oenothera organensis är en dunörtsväxtart som beskrevs av Philip Alexander Munz och Emerson. Oenothera organensis ingår i släktet nattljussläktet, och familjen dunörtsväxter. Inga underarter finns listade i Catalogue of Life.